# João do Canto e Castro
João do Canto e Castro da Silva Antunes (19 tháng 5 năm 1862; Lisbon – 14 tháng 3 năm 1934; Lisbon), được biết với tên João do Canto e Castro là sĩ quan hải quân người Bồ Đào Nha và là Tổng thống Bồ Đào Nha thứ năm của Đệ nhất Cộng hoà Bồ Đào Nha. Trước đó ông giữ chức Thủ tướng Bồ Đào Nha.